# Гребнистая лягушка
Гребнистая лягушка, или нильская лягушка (лат. Ptychadena mascareniensis) — вид земноводных из семейства Ptychadenidae.
Общая длина достигает 4—6,8 см. Наблюдается половой диморфизм — самки крупнее самцов. По строению похожа на других представителей своего рода. Отличается окраской. Верхняя сторона тела у неё оливково-зелёная, бурая или серо-зелёная в более тёмных пятнах, брюхо - белое. Задняя сторона бёдер белая в мраморных разводах. Вдоль спины может быть светлая полоса.
Любит влажные саванны и леса, местность с высокой растительностью, луга, рисовые поля. Встречается на высоте до 2000 метров над уровнем моря. Ведёт преимущественно водный образ жизни. Активна днём и ночью. Питается насекомыми, водными беспозвоночными, головастиками, лягушатами.
Размножение бывает несколько раз в год, кроме сухого сезона. Самка откладывает в водоём около 1000 яиц.
Вид обитает вдоль реки Нил в Египте и Судане, а также распространён от Южного Судана и восточной Эфиопии до Намибии, Ботсваны и Мозамбика на юге и от Кении и Танзании до Сенегала на западе. Часто встречается также на острове Мадагаскар. Гребнистая лягушка была завезена на Маскаренские и Сейшельские острова.
Гребнистая лягушка играла большую роль в египетской мифологии. Божество Ка, которое имело голову лягушки, представляло собой одно из видоизменений бога правды Пта. Кроме того, была еще богиня Хека с лягушачьей головой, которая вместе со своим мужем, богом Хнумом, олицетворяла воду. Эта лягушка была символом воскресения. Головастик обозначал в иероглифическом письме число 100 000. В древних Фивах найдены были даже бальзамированные гребнистые лягушки.